# Mike Tenay
Michael William Tenay, detto Mike Tenay (Los Angeles, 1º marzo 1955), è un ex commentatore televisivo statunitense, noto per i suoi trascorsi nella World Championship Wrestling e nella Total Nonstop Action.